# Ruta Provincial 314 (Tucumán)
La Ruta Provincial 314 "Autovía Raúl Leccese" es una autovía ubicada en la Provincia de Tucumán, Argentina, uniendo las ciudades de San Miguel de Tucumán y Tafí Viejo. Posee un recorrido de 6 kilómetros, siendo de jurisdicción del gobierno provincial de Tucumán.
Su trayecto es de sur a norte, iniciando en la intersección de las avenidas Ejército del Norte y Francisco de Aguirre de la capital y finalizando en la avenida Roca de Tafí Viejo.

## Historia
Originalmente este camino fue proyectado por primera vez en 1916 con motivo de los festejos por el centenario de la Independencia Argentina. Aunque recién en 1973, tras impulsos del diputado provincial Raúl Leccese, se aprueba la ley 4066 que expropia los terrenos circundantes para la construcción de una autovía de 7 kilómetros desde San Miguel de Tucumán hasta Tafí Viejo.
Así, en 1974 el gobierno provincial inicia las obras para la concreción de la carretera en conjunto a la Dirección Nacional de Vialidad. Pero en 1976 el proyecto quedó trunco y solo se inauguró una calzada pavimentada el 1 de diciembre de 1977 de la diagonal San Miguel de Tucumán-Tafí Viejo.
En el año 2003 vuelve a aprobarse una ley para la conversión en autovía de la Ruta Provincial 314. Por ello, en 2012 comenzaron las obras para adecuar la carretera en una autovía en toda su extensión. Los principales motivos para la concreción final del proyecto fueron el gran número de accidentes que sucedían constantemente y la creación de nuevos barrios, como Lomas de Tafí o Barrio Uta, que incrementaron el caudal vehicular en la zona.
Tras dos años de obras, la autovía fue inaugurada el 26 de septiembre de 2014 por la senadora nacional Beatriz Rojkes, el ministro de salud nacional Juan Manzur, el secretario de obras públicas José López, el gobernador José Alperovich, el ministro del interior provincial Osvaldo Jaldo y el intendente Javier Pucharras. Su construcción tuvo un costo final de ARS 160 000 000.
Ese mismo año, la carretera fue renombrada como Autovía Raúl Mauricio Leccese, en honor al impulsor del proyecto durante los años 70. Anteriormente la Ruta Provincial 314 se designaba oficialmente como Diagonal John F. Kennedy desde 1966. La obra consistió en la construcción de una nueva calzada separada de la otra por una platabanda central, contando con 5 rotondas de acceso a los barrios colindantes a la diagonal y colectoras de tránsito local en los costados de la vía. Además el trayecto se iluminó en su totalidad y se reemplazó la señalética.